# Graham Norton i gosti
Graham Norton i gosti (eng. The Graham Norton Show) je britanska razgovorna televizijska emisija. Pod vodstvom Grahama Nortona, emisija ugošćuje brojne poznate osobe poput glumaca, pjevača i komičara. Emisija se prikazuje na BBC-u od 2007. godine i trenutno broji 31 sezonu s preko 500 epizoda.
Emisija se u Hrvatskoj prikazuje na Drugom programu Hrvatske radiotelevizije.

## Format
Tipična epizoda sastoji se od Nortnovog dijaloga na početku, nakon kojeg na pozornicu izlazi nekoliko poznatih osoba raznih profesija. Emisiju karakterizira humor kroz kojeg voditelj i gosti  pričaju anegdote i raspravljaju razne teme; poznate osobe obično govore o svojim aktualnim filmskim, televizijskim ili glazbenim projektima.

## Epizode

### 32. sezona (2024.-2025.)
Trideset i druga sezona s prikazivanjem je započela 27. rujna 2024. na BBC-u, a na Drugom programu Hrvatske radiotelevizije 19. listopada 2024.
| Br. u seriji | Br. u sezoni | Gosti                                                                                   | Britanski nadnevak prikazivanja | Hrvatski nadnevak prikazivanja |
| ------------ | ------------ | --------------------------------------------------------------------------------------- | ------------------------------- | ------------------------------ |
| 529.         | 1.           | "Lady Gaga, Demi Moore, Colin Farrell, Richard Ayoade and Jack Savoretti i Miles Kane"  | 27. rujna 2024.                 | 19. listopada 2024.            |
| 530.         | 2.           | "Hugh Grant, Neneh Cherry, Sebastian Stan, Greg Davies i Perrie"                        | 4. listopada 2024.              | 26. listopada 2024.            |
| 531.         | 3.           | "Zoe Saldaña, Selena Gomez, Ncuti Gatwa, Miranda Hart, Kevin Kline i Rag'n'Bone Man"    | 11. listopada 2024.             | 2. studenoga 2024.             |
| 532.         | 4.           | "Bruce Springsteen, Amy Adams, Vanessa Williams, Bill Bailey i St. Vincent"             | 18. listopada 2024.             | 9. studenoga 2024.             |
| 533.         | 5.           | "Paul Mescal, Denzel Washington, Saoirse Ronan, Eddie Redmayne i Blossoms"              | 25. listopada 2024.             | 16. studenoga 2024.            |
| 534.         | 6.           | "Billy Crystal, Emily Mortimer, Hugh Bonneville, Pharrell Williams i Michael Kiwanuka"  | 1. studenoga 2024.              | 23. studenoga 2024.            |
| 535.         | 7.           | "Dwayne Johnson, Lucy Liu, Kate Winslet, Jennifer Lopez, Jharrel Jerome i Celeste"      | 8. studenoga 2024.              | 30. studenoga 2024.            |
| 536.         | 8.           | "Nicole Kidman, Cynthia Erivo, James Norton, Chris McCausland i Benson Boone"           | 22. studenoga 2024.             | 7. prosinca 2024.              |
| 537.         | 9.           | "Cher, Michael Fassbender, Keira Knightley, Josh Brolin i Jalen Ngonda"                 | 29. studenoga 2024.             | 14. prosinca 2024.             |
| 538.         | 10.          | "Sigourney Weaver, Nicholas Hoult, Lolly Adefope, Jamie Oliver i Coldplay"              | 6. prosinca 2024.               | 11. siječnja 2025.             |
| 539.         | 11.          | "Daniel Craig, Nicola Coughlan, Jesse Eisenberg, Kieran Culkin i FLO"                   | 13. prosinca 2024.              | 18. siječnja 2025.             |
| 540.         | 12.          | "Timothée Chalamet, Colman Domingo, Andrew Garfield, Ruth Jones, James Corden i Laufey" | 20. prosinca 2024.              | 25. siječnja 2025.             |
| 541.         | Specijal     | "Novogodišnja epizoda: Rami Malek, Motsi Mabuse, John Bishop i Robbie Williams"         | 31. prosinca 2024.              | 4. siječnja 2024.              |
| 542.         | 13.          | "Tom Hiddleston, Brie Larson, Billy Porter, Claudia Winkleman and Myles Smith"          | 10. siječnja 2025.              | N/E                            |
| 543.         | 14.          | "Jamie Foxx, Cameron Diaz, Michelle Yeoh, Jonathan Bailey i Griff"                      | 17. siječnja 2025.              | N/E                            |